# Vanalite
La vanalite è un minerale.